# Карелия (сюита)
«Карелия», опус 11 ― сюита Яна Сибелиуса, которая представляет собой набор фрагментов из «Музыки Карелии» ― произведения, написанного Сибелиусом в 1893 году и премьера которого состоялась в Императорском Александровском университете в Хельсинки 13 ноября того же года. Десять дней спустя Сибелиус впервые продирижировал оркестром, исполнявшим сюиту ― сжатый вариант «Музыки Карелии», который впоследствии обрёл популярность.
«Музыка Карелии» была создана в начале композиторской карьеры Сибелиуса. Она состоит из увертюры, 8 «картин» и 2 интермеццо; в общей сложности произведение длится около 45 минут, в то время как продолжительность сюиты составляет чуть более 10 минут.
Грубоватый характер «Музыки Карелии» является продуманным намерением Сибелиуса ― важнее было не ослеплять слушателей техникой и виртуозностью, а передать качество наивной аутентичности, подчеркнуть, что композиция основывается на национальном фольклоре.

## Исполнительский состав
Произведение написано для оркестра, состоящего из трёх флейт (+ пикколо), трёх гобоев (+ английского рожка), двух кларнетов, двух фаготов, четырёх валторн (in F, in E), трёх труб (in F, in E), трёх тромбонов, тубы, литавр, бас-барабана, тарелок, треугольника, бубна и струнных. В исполнении некоторых частей принимают участие певцы: в первой картине ― 2 сопрано и 2 баритона, в пятой ― 1 баритон, в восьмой ― хор, состоящий из сопрано, альта, тенора и баса.

## История
«Шум в зале был как океан во время шторма. Я был в противоположном конце зала и не мог различить ни единой ноты. У публики не хватало терпения слушать, и она едва ли осознавала музыку. Оркестр находился за колоннами. Я протолкался сквозь толпу и после немалых усилий сумел добраться до оркестра. Слушателей было немного. Совсем немного».
Все части сюиты заимствованы из «Музыки Карелии», которая включала в себя увертюру и восемь «картин» (tableaux). Сибелиусу было поручено написать её в 1893 году для благотворительного вечера, проведённого по инициативе Выборгского землячества студентов и призванного повысить грамотность жителей Выборгской губернии путём вложения средств в народное образование. Сибелиус дирижировал произведением на его премьере 13 ноября 1893 года в Императорском Александровском университете. Поведение публики в зале было, однако, далеко от идеального. Как позже отметил Сибелиус:
Стоял такой галдёж, что не было слышно ни единой ноты ― вся публика стояла на ногах, крича и хлопая.Ян Сибелиус в письме своему брату Кристиану

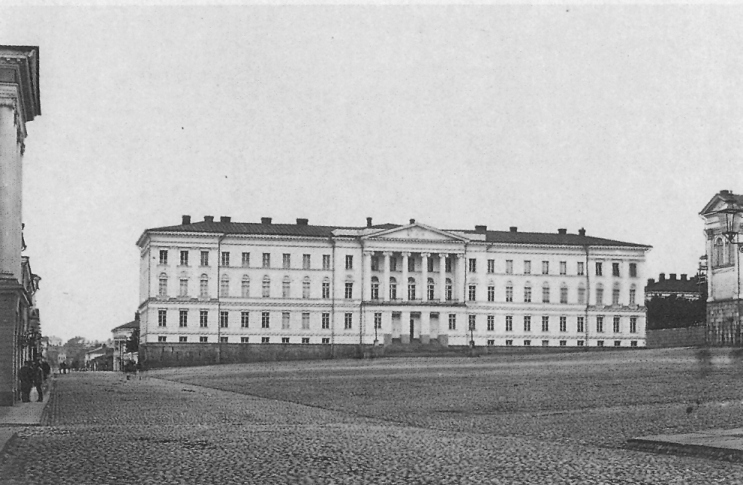
Императорский Александровский университет в 1870 году

Десять дней спустя Сибелиус управлял оркестром, сыгравшим увертюру из «Музыки Карелии», за которой последовали три части, позднее превратившиеся в сюиту. Эти четыре пьесы в 1899 году были проданы изданию Edition Fazer в 1899 году, и по просьбе композитора увертюра и сюита «Карелия» были опубликованы как опусы 10 и 11 соответственно. Партитуры остальных частей «Музыки Карелии», которые ещё не были напечатаны, попали в руки издателей Breitkopf & Härtel в 1905 году . В какой-то момент эти ноты, так и не изданные, оказались у Роберта Каянуса, и в 1936 году жена Каянуса Элла вернула их Сибелиусу. Считается, что Сибелиус сжёг свою Восьмую симфонию вместе с большей частью «Музыки Карелии» в августе 1945 года ― об этом свидетельствуют записи его жены Айно, которая говорила, что «в 1940-х годах <…> состоялось грандиозное аутодафе [партитур композитора]». От огня уцелели только некоторые фрагменты нот первой и седьмой картины ― в обоих случаях были полностью утеряны партии альта, виолончели и контрабаса; в седьмой картине, помимо этого, не сохранилась партия для флейты.
Попытки восстановить партитуру «Музыки Карелии» предпринимали Калеви Куоса (1965), Калеви Ахо (его реконструкция на основе транскрипции Куоса была записана в 1997 году в исполнении Симфонического оркестра Лахти под управлением Осмо Вянскя) и Йоуни Кайпайнен (его версия «Музыки Карелии» была записана в 1998 году ― произведение сыграл Филармонический оркестр Тампере, которым дирижировал 
Туомас Оллила-Ханникайнен.

## Структура
Первоначально «Музыка Карелии» состояла из следующих частей:
- Увертюра
- Картина 1 ― Карельский дом. Новости с войны (1293)
- Картина 2 ― Основание Выборгского замка
- Картина 3 ― Наримунт, князь литовский, взимает налоги в Кякисалми (1333)
- Интермеццо I
- Картина 4 ― Карл Кнутссон в Выборгском замке (1446)
- Картина 5 ― Понтус Делагарди у ворот Кякисалми (1580)
- Интермеццо II (первоначально называлось "Картина 5+1⁄2 ― Марш Понтуса Делагарди)
- Картина 6 ― Осада Выборга (1710)
- Картина 7 — Воссоединение Старой и Новой Финляндии (1811)
- Картина 8 ― Национальный гимн Финляндии

Сюита «Карелия» имеет три части:
1. Интермеццо. В этой части позаимствована тема духовых инструментов из третьей картины «Музыки Карелии». Интермеццо имеет маршевый характер.
2. Баллада. Основана на четвёртой картине «Музыки Карелии».
3. В духе марша. Часть основана на картине 5+1⁄2 и практически не отличается от оригинала, за исключением незначительных гармонических изменений.